# Дерунов, Валерий Юрьевич
Валерий Юрьевич Дерунов (22 октября 1945) — советский и белорусский тренер по греко-римской борьбе, заслуженный тренер Белорусской ССР.

## Биография
Родился в 1945 году. Мастер спорта СССР. Работал тренером в СДЮШОР № 1, БФСО «Динамо».
Среди учеников: чемпион Европы и призер чемпионата мира Тимержан Калимулин, призер чемпионатов Европы Игорь Петренко.

## Награды и звания
- Заслуженный тренер Белорусской ССР (1987)